# Santo Domingo International 2010
Die Santo Domingo International 2010 im Badminton fanden vom 28. bis zum 31. Oktober 2010 in Santo Domingo statt.

## Medaillengewinner
| Disziplin    | Gold                          | Silber                              | Bronze                           |
| ------------ | ----------------------------- | ----------------------------------- | -------------------------------- |
| Herreneinzel | Pedro Martins                 | Kevin Cordón                        | Rodrigo Pacheco                  |
| Herreneinzel | Pedro Martins                 | Kevin Cordón                        | Michal Matejka                   |
| Dameneinzel  | Telma Santos                  | Agnese Allegrini                    | Nicole Grether                   |
| Dameneinzel  | Telma Santos                  | Agnese Allegrini                    | Claudia Rivero                   |
| Herrendoppel | Kevin Cordón Rodolfo Ramírez  | Adrian Liu Derrick Ng               | Daniel Gouw Arnold Setiadi       |
| Herrendoppel | Kevin Cordón Rodolfo Ramírez  | Adrian Liu Derrick Ng               | Christopher Flores Lino Muñoz    |
| Damendoppel  | Nicole Grether Charmaine Reid | Valérie St. Jacques Florence Lavoie | Grace Gao Joycelyn Ko            |
| Damendoppel  | Nicole Grether Charmaine Reid | Valérie St. Jacques Florence Lavoie | Sandra Chirlaque Laura Samaniego |
| Mixed        | Toby Ng Grace Gao             | Adrian Liu Joycelyn Ko              | Derrick Ng Phyllis Chan          |
| Mixed        | Toby Ng Grace Gao             | Adrian Liu Joycelyn Ko              | Howard Shu Karyn Velez           |